# Hayley Chase
Hayley Chase (nascida em 16 de agosto de 1991) é uma atriz americana, conhecida por seu papel recorrente como Joannie Palumbo na série Hannah Montana. Ela também estrelou em várias séries de televisão, também em anúncios de televisão para a AT&T.

## Trabalhos
| Ano       | Titulo                           | Personagens     | Notas                                 |
| --------- | -------------------------------- | --------------- | ------------------------------------- |
| 2011      | Criminal Minds                   |                 | Episódio: "Hope"                      |
| 2011      | CSI: Miami                       | Ellie Sutton    | Episódio: "Blown Away"                |
| 2011      | Hawaii Five-0                    | Jen Hassley     | Episódio: "Ua Lawe Wale"              |
| 2011      | Criminal Minds: Suspect Behavior | Jill            | Episódio: "Lonely Hearts"             |
| 2011      | Inside                           | Lucca Scibird   | Episódio: "Thursday"                  |
| 2010      | Lie to Me                        | Liz             | Episódio: "Beyond Belief"             |
| 2010      | House MD                         | Julie           | Episódio: "A Pox on our House"        |
| 2010      | NCIS                             | Kimberly        | Episódio: "Guilty Pleasure"           |
| 2009      | Make It or Break It              | Gymnast         | Episódio piloto                       |
| 2008      | Proud American                   | Megan           |                                       |
| 2008      | The Mentalist                    | Darlene Pappas  | Episódio: "Red Tide"                  |
| 2007–2011 | Hannah Montana                   | Joannie Palumbo | 7 Episódio, Personagem Recorrente     |
| 2007      | Medium (série)                   | Nancy Claymore  | Episódio: "The Boy Next Door"         |
| 2006      | Monk                             | Emily C.        | Episódio: "Mr. Monk and the Big Game" |
| 2003      | 7th Heaven                       | Lauren          | Episódio: "Charity Begins At Ohm"     |

### Ligações Externas
- Hayley Chase. no IMDb.